# Вот пуля просвистела
«Вот пуля просвистела…», так же известна как «Батька-атаман», авторское название — «Комиссар» — авторская песня на стихи Михаила «Солидного» Тинкельмана и Игоря «Нехорошего» Шолка. Базируясь на отрывке «разбойничьей песни» из повести «С мандатом губкома» советского писателя Сергея Мосияша и будучи изначально написанной для группы «Автоматические удовлетворители», песня получила известность после выхода на альбоме «О любви» группы «Чиж & Co». Нередко ошибочно считается аутентичной песней времён Гражданской войны.

## Создание
В 1978 году советский писатель Сергей Павлович Мосияш (1927—2007) опубликовал в литературном журнале «Юность» повесть «С мандатом губкома», действие которой происходило в 1922 году. В кульминационный момент «белые» бандиты занимают дом председателя сельсовета и напиваются, распевая различные песни. Одна из них в сильно переработанном виде вошла в дальнейшем в песню «Комиссар» в качестве третьего куплета.

Пуля прямо в грудь

Попадала мне,

Но спасуся я

На лихом коне.
Эх, конь мой вороной,

Да обрез стальной,

Да густой туман,

Эх, батька-атаман.

[…]

Шашкою меня

Комиссар достал,

Кровью исходя,

На коня я пал.
Эх, конь мой вороной,

Да обрез стальной…
— Сергей Мосияш, «С мандатом губкома»
Два других куплета из песни «белых» послужили основой для первых двух куплетов.
В 1983 году панки Михаил «Солидный» Тинкельман (выпускник ЛГУ) и Игорь «Нехороший» Шолк  (по некоторым сведениям — на спор за час и за бутылку портвейна), написали для группы «Автоматические Удовлетворители» песню, изначально озаглавленную «Комиссар». Впервые она была исполнена на концерте 1 мая 1983 года в Люберцах, но без кульминационных третьего и четвёртого куплетов. Известно, что Свин, вокалист «АУ», исполнял песню крайне неохотно и очень редко. Сохранилось немного записей его исполнения вживую: одно из них, например, было на концерте, приуроченном к 100-летию Нестора Махно. В Советском Союзе исполнение песни было в некоторой степени опасным, так, в 1984 году при исполнении «Комиссара» сотрудники КГБ прервали рок-концерт, даже несмотря на изменение текста исполнителями, группой «Объект Насмешек» в сторону более нейтрального. Впоследствии песня «расползлась», её приняли и другие исполнители. Из них наиболее известно исполнение группы «Чиж & Co». Фронтмен группы, Сергей Чиграков, долгое время отстаивал идею о народном происхождении песни.

## Сюжет
Сюжет песни описывает жизнь безымянного лирического героя, который сначала получил пулевое ранение в грудь при столкновении с красным отрядом, потерял ногу, а затем и жену. Рефреном служит появление комиссара, который сначала тяжело ранил героя, а затем увёл жену и коня. В последнем куплете герой поджигает дом и уходит в лес, спрятав на груди икону Спаса. В ранних редакциях текста присутствовал также четвёртый куплет, повествующий о налётах «зелёных» из лесу (на манер гоголевского эпилога к повести о капитане Копейкине, где отчаявшийся безногий ветеран так же уходит в лес, а оттуда руководит налётами на «хозяев жизни»). Современные исполнители его опускают, это является одной из причин недовольства и неприятия современного восприятия песни её авторами — Тинкельманом, Шолком и Леонтьевым. Последний и вовсе называет современный вариант текста «белогвардейской розовой соплёй».

## Народная песня?
Несмотря на то, что появление песни неплохо задокументировано, нередко (в том числе исполнителями) указывается как «народная» «казачья» (Александр Конвисер предполагает, что из-за упоминания батьки-атамана в припеве) или даже белогвардейская. Более того, песня вошла в репертуар казачьих коллективов (например, Московского Казачьего Хора) и нередко исполняется среди народных песен коллективами. Исследователь песенного творчества из Европейского университета в Санкт-Петербурге, Рустам Фахретдинов, отмечает следующее:
- Текст имеет распространённый мотив смерти в чистом поле, связанной с конём;
- Сам сюжет не встречается ни в одном из 1500 записанных аутентичных текстов песен;
- Песня сложена литературным размером, который почти не использовался в песнях Гражданской войны, — шестистопным хореем с цезурным усечением на один слог и мужской рифмой.

Таким образом, констатирует он, песня была написана под впечатлением нескольких народных песен о смерти — Мосияшем, и на 99 % не является народной.